# 아프리카TV 스타리그 시즌1
아프리카TV 스타리그 시즌1은 대한민국의 스타크래프트 리그인 아프리카TV 스타리그의 첫 대회다. 아프리카TV와 콩두컴퍼니가 공동으로 진행되며, 아프리카TV, 유튜브 등으로 송출됐다.
2016년 6월 25일 서울 예선전을 시작으로 같은 해 9월 10일 결승전으로 리그가 종료됐다. ASL 시즌1 자는 김윤중, 준우승자는 조기석이다.

## 배경
2015년 10월 17일부터 ASL의 파일럿 리그라 할 수 있는 VANT36.5 대국민 스타리그가 개최됐다. 대국민 스타리그 결승전이 끝난 2016년 1월 23일, 아프리카TV의 서수길 대표가 2016년 대회 계획을 발표했다. 이 자리에서 서 대표는 2016년 전반기와 하반기로 스타1 브루드워 대회를 지속할 것이라고 밝혔다. 또한 아프리카TV를 비롯해 후오마오TV, 트위치 등 해외 인터넷 방송 사이트로도 중계할 것이라고도 말했다.

이후 브루드워 리그의 이름이 '아프리카TV 스타리그'로 확정됐다.

## 리그 진행
2016년 6월 25일과 26일 각각 서울과 부산에서 예선이 개최됐으며, 대국민 스타리그 우승자 김정우, 3위 조기석(준우승자 김택용은 불참)을 비롯한 14명이 예선전을 통과했다.
- 서울 예선 통과자 : 박성균, 이영호, 임진묵(이상 테란), 조일장(저그), 김재훈, 도재욱, 윤용태(이상 프로토스)
- 부산 예선 통과자 : 최호선, 염보성, 김성현, 윤찬희(이상 테란), 김명운, 임홍규(이상 저그), 김윤중(프로토스)

### 16강
과거 스타리그에서 사용한 투혼, 써킷 브레이커에 신규맵 태백산맥, 오버워치 4가지가 사용됐다.
2016년 7월 10일 조지명식이 열렸으며 지명식 결과는 다음과 같다.
- A조 : 김정우(Z), 김윤중(P), 윤용태(P), 최호선(T)
- B조 : 조기석(T), 임진묵(T), 임홍규(Z), 김재훈(P)
- C조 : 김명운(Z), 이영호(T), 박성균(T), 염보성(T)
- D조 : 김성현(T), 윤찬희(T), 도재욱(P), 조일장(Z)

조별 풀리그 방식으로 치러진 16강 결과는 다음과 같다. 조별 1,2위가 8강 진출했다.
| A조    | A조     | B조    | B조     | C조    | C조     | D조    | D조     |
| ------ | ------- | ------ | ------- | ------ | ------- | ------ | ------- |
| 최호선 | 2승 1패 | 조기석 | 2승 1패 | 염보성 | 2승 1패 | 김성현 | 3승 0패 |
| 김윤중 | 2승 1패 | 김재훈 | 2승 1패 | 이영호 | 2승 1패 | 조일장 | 2승 1패 |
| 김정우 | 1승 2패 | 임진묵 | 2승 1패 | 김명운 | 1승 2패 | 도재욱 | 1승 2패 |
| 윤용태 | 1승 2패 | 임홍규 | 0승 3패 | 박성균 | 1승 2패 | 윤찬희 | 0승 3패 |

| B조 재경기 | B조 재경기 |
| ---------- | ---------- |
| 김재훈     | 2승 0패    |
| 조기석     | 1승 1패    |
| 임진묵     | 0승 2패    |

### 8강
2016년 8월 8일, 8강전 5판 3선승제 일정이 발표됐다. 8월 14일부터 22일까지 진행됐다. 경기 결과는 다음과 같다.

#### A조 - 조기석(T) [3] VS [1] 최호선(T)
| 조기석(T) | MAP          | 최호선(T) |
| --------- | ------------ | --------- |
| W         | 서킷브레이커 | L         |
| L         | 신 태백산맥  | W         |
| W         | 투혼         | L         |
| W         | 오버워치     | L         |
| -         | 서킷브레이커 | -         |

#### B조 - 염보성(T) [3] VS [2] 조일장(Z)
| 염보성(T) | MAP          | 조일장(Z) |
| --------- | ------------ | --------- |
| W         | 투혼         | L         |
| L         | 신 태백산맥  | W         |
| W         | 오버워치     | L         |
| L         | 서킷브레이커 | W         |
| W         | 투혼         | L         |

#### C조 - 김재훈(P) [1] VS [3] 김윤중(P)
| 김재훈(P) | MAP          | 김윤중(P) |
| --------- | ------------ | --------- |
| L         | 서킷브레이커 | W         |
| W         | 신 태백산맥  | L         |
| L         | 투혼         | W         |
| L         | 오버워치     | W         |
| -         | 서킷브레이커 | -         |

#### D조 - 김성현(T) [3] VS [0] 이영호(T)
| 김성현(T) | MAP          | 이영호(T) |
| --------- | ------------ | --------- |
| W         | 투혼         | L         |
| W         | 서킷브레이커 | L         |
| W         | 오버워치     | L         |
| -         | 신 태백산맥  | -         |
| -         | 투혼         | -         |

### 4강
8월 22일에는 4강전 5판 3선승제 일정이 발표됐다. 8월 28일, 29일에 4강전이 진행됐다. 경기 결과는 다음과 같다.

#### A조 - 조기석(T) [3] VS [2] 염보성(T)
| 조기석(T) | MAP          | 염보성(T) |
| --------- | ------------ | --------- |
| W         | 투혼         | L         |
| W         | 신 태백산맥  | L         |
| L         | 오버워치     | W         |
| L         | 서킷브레이커 | W         |
| W         | 투혼         | L         |

#### B조 - 김윤중(P) [3] VS [1] 김성현(T)
| 김윤중(P) | MAP          | 김성현(T) |
| --------- | ------------ | --------- |
| L         | 오버워치     | W         |
| W         | 신 태백산맥  | L         |
| W         | 서킷브레이커 | L         |
| W         | 투혼         | L         |
| -         | 오버워치     | -         |

### 결승전
9월 5일 결승전이 공지됐다.
9월 10일 오후 2시 30분부터 서울특별시 광진구 어린이대공원 능동 숲속의 무대에서 결승전이 진행됐다. 결승전 이벤트로 현장 관객들에게 추첨을 통해 제주항공 항공권 3장과 RIZUM 키보드, 마우스, 헤드셋, 스타크래프트2 관련 굿즈를 제공했다. 선착순 100명에겐 VANT36.5 패브릭 리프레셔를 증정했다.
5전 3선승제 결승전 맵 추천 결과 서킷브레이커, 오버워치, 투혼, 태백산맥, 서킷브레이커의 순서로 경기가 진행됐다. 결승전 결과는 다음과 같다.
결승전 - 조기석(T) [0] VS [3] 김윤중(P)
| 조기석(T) | MAP          | 김윤중(P) |
| --------- | ------------ | --------- |
| L         | 서킷브레이커 | W         |
| L         | 오버워치     | W         |
| L         | 투혼         | W         |
| -         | 태백산맥     | -         |
| -         | 서킷브레이커 | -         |

2007년 7월 11일 데뷔한 김윤중은 데뷔 3350일만에 첫 개인리그 우승을 차지하며 우승 트로피와 우승상금 1500만원의 주인공이 됐다.

## 후원
- KT 기가 인터넷, 제주항공, VANT36.5